# گاوگوزن غربی
گاوگوزن غربی (نام علمی: Alcelaphus buselaphus major) نام یک زیرگونه از گونه گاوگوزن است.